# Челябинское высшее военное автомобильное командно-инженерное училище
Челябинское высшее военное автомобильное командно-инженерное училище имени П. А. Ротмистрова — бывшее высшее военно-учебное заведение, основанное 18 июня 1930 года, осуществлявшее подготовку офицеров-автомобилистов, располагавшееся в Калининском районе города Челябинска.
День годового праздника — 18 июня.

## Основная история
18 июня 1930 года приказом народного комиссара обороны СССР в городе Ржеве были созданы Курсы оружейных и орудийных техников-мастеров при Артиллерийской базе № 40 Главного артиллерийского управления РККА. С 1935 года курсы оружейных и орудийных техников-мастеров были преобразованы в Курсы младших военных техников при той же базе.
С 1941 года в начальный период Великой Отечественной войны курсами было осуществлено два ускоренных выпуска, направив около сто девяносто пять офицеров для нужд фронта. В сентябре 1941 года курсанты и преподаватели курсов были участниками обороны города Ржева, после чего курсы полным составом были эвакуированы в Куйбышев. С 1942 года курсы были преобразованы в Курсы младших военных техников № 40, с 1943 года — в курсы военных техников, с 1944 года — в курсы автотракторных техников. С 1944 года курсы были переведены в Челябинск и переименованы в Челябинское училище автотракторных техников артиллерии РККА, за весь период войны училищем было подготовлено более двух тысяч офицерских кадров для действующей армии и фронта.
4 сентября 1947	года Челябинское училище автотракторных техников артиллерии было переименовано в Челябинское автотракторное артиллерийско-техническое училище. С 1949 года училище было переведено из Главного артиллерийского в Главное автотракторное управление. В 1950 году автотракторное артиллерийско-техническое училище было переименовано в автотракторное училище а в 1954 году в автотракторное военное училище. В 1960 году автотракторное военное училище было переименовано в Челябинское военное автомобильное училище.
31 января 1968 года Постановлением Совета Министров СССР Челябинское военное автомобильное училище было перепрофилировано в высшее военное автомобильное командное училище со сроком обучения четыре года и занимающейся подготовкой офицерских кадров по специальности инженер-автомобилист. 8 июля 1978 года высшее военное автомобильное командное училище было реорганизовано в Челябинское высшее военное автомобильное инженерное училище со сроком обучения пять лет. 19 мая 1982 года Постановлением Совета Министров СССР Челябинскому высшему военному автомобильному инженерному училищу было присвоено имя главного маршала бронетанковых войск П. А. Ротмистрова.
С 29 августа 1998 года Постановлением Правительства Российской Федерации Челябинское высшее военное автомобильное инженерное училище было преобразовано в Челябинский военный автомобильный институт. 9 июля 2004 года институт был переименован в Челябинское высшее военное автомобильное командно-инженерное училище имени П. А. Ротмистрова.
За весь период существования института с 1930 года им было выпущено свыше двадцати пяти тысяч офицерских кадров и около семидесяти выпусков для нужд Вооружённых сил СССР и Российской Федерации. Выпускники и преподаватели училища выполняли служебно-боевые задачи в период Афганской войны, Приднестровского и Таджикского конфликта, Первой и Второй чеченских войн, были участниками ликвидации аварии на Чернобыльской АЭС. Семьдесят два выпускника училища впоследствии были удостоены генеральского звания.
1 октября 2010 года, в ходе проведения военной реформы, приказом министра обороны Российской Федерации А. Э. Сердюкова за № 990 Челябинское высшее военное автомобильное командно-инженерное училище имени П. А. Ротмистрова было расформировано. Курсанты и часть постоянного личного состава были переведены в Омский филиал Военной академии материально-технического обеспечения.
В 2014 году в Челябинске на материально-технической базе и территории автомобильного училища был открыт передислоцированный из Омска учебный центр по подготовке младших специалистов автобронетанковой службы Минобороны России.
В 2023 году к депутату Законодательного собрания Челябинской области Евгению Рева обратились ветераны вооружённых сил с просьбой восстановить Челябинское высшее военное автомобильное училище. Парламентарий направил соответствующие обращения к заместителю начальника Генерального штаба ВС РФ генерал-полковнику Евгению Бурдинскому, в Главное организационно-мобилизационное управление Генерального штаба, в комитет Госдумы по обороне и губернатору Челябинской области Алексею Текслеру.

## Руководство
- полковник арт.-техн. службы С. С. Ковалев (1932—1943)
- инженер-полковник А. А. Смирнов (1943—1944)
- полковник П. А. Бояринов (август 1944 — июнь 1949)[8]
- генерал-майор Е. Н. Нестеренко (июнь 1949 — февраль 1964)[8]
- генерал-лейтенант В. М. Зюбко (февраль 1964 — август 1984)[8]
- генерал-майор Г. В. Киприянов (сентябрь 1984 — июнь 1987)[8]
- генерал-майор А. И. Жежера (июнь 1987 — июнь 1999)[8]
- генерал-майор А. А. Напримеров (июнь 1999 — август 2008)[8]
- полковник И. А. Мурог (август 2008[8] — 2010)

## Известные выпускники
- генерал-полковник Майоров, Леонид Сергеевич
- генерал-полковник Гончаров, Николай Васильевич
- генерал-полковник Васенин, Вячеслав Александрович
- майор Денисов, Иван Николаевич
- генерал-лейтенант Лизвинский Виктор Владимирович
- генерал-лейтенант Шумаков, Валерий Александрович
- генерал-майор Дудукало, Павел Петрович